# Уммерн
Уммерн (нем. Ummern) — община в Германии, в земле Нижняя Саксония.
Входит в состав района Гифхорн. Подчиняется управлению Везендорф. Население составляет 1560 человек (на 31 декабря 2010 года). Занимает площадь 40,32 км².
| Год  | Население |
| ---- | --------- |
| 1990 | 1046      |
| 1995 | 1184      |
| 2000 | 1493      |
| 2005 | 1578      |
| 2010 | 1571      |